# Elección al Senado de los Estados Unidos en Montana de 2020
La Elección al Senado de los Estados Unidos en Montana de 2020 se llevaron a cabo el 3 de noviembre de 2020 para elegir a un miembro del Senado de los Estados Unidos para representar al Estado de Montana, al mismo tiempo que las elecciones presidenciales de los Estados Unidos de 2020, así como otras elecciones al Senado de los Estados Unidos. Elecciones a la Cámara de Representantes de los Estados Unidos y varias elecciones estatales y locales.
Originalmente, se proyectaba que este escaño sería probablemente republicano. Sin embargo, Steve Bullock, el popular gobernador demócrata de Montana, participó en la carrera el último día para presentar su candidatura, lo que cambiado drásticamente la dinámica de la contienda, y muchos expertos políticos lo consideraron como una carrera competitiva y un potencial ascenso para los demócratas. Sin embargo, estas predicciones finalmente no se hicieron realidad, ya que Daines terminaría ganando un segundo mandato por un cómodo margen de 10 puntos. Esta elección finalmente marcaría la primera vez desde 2000 en que Montana votó tanto por un presidente republicano como por un senador en la misma papeleta.

## Elección general

### Predicciones
| Fuente                | Clasificación   | As of                  |
| --------------------- | --------------- | ---------------------- |
| Cook Political Report | Competitivo     | 29 de octubre de 2020  |
| Inside Elections      | Competitivo     | 28 de octubre de 2020  |
| Sabato's Crystal Ball | Pequeña ventaja | 2 de noviembre de 2020 |
| 270toWin              | Competitivo     | 2 de noviembre de 2020 |
| Político              | Competitivo     | 2 de noviembre de 2020 |

### Encuestas
Resumen gráfico 
| Fuente de la encuesta                                                                   | Fecha(s) de realización                 | Tamaño de muestra | Margen de error | Steve Daines (R) | Steve Bullock (D) | Otro Indecisos |
| --------------------------------------------------------------------------------------- | --------------------------------------- | ----------------- | --------------- | ---------------- | ----------------- | -------------- |
| Change Research                                                                         | 29 de octubre - 2 de noviembre de 2020  | 920 (LV)          | ± 3.5%          | 50%              | 46%               | 3%             |
| Public Policy Polling (D)                                                               | 26-27 de octubre de 2020                | 886 (LV)          | ± 3.3%          | 47%              | 48%               | 6%             |
| The Progress Campaign (D)                                                               | 25 de octubre de 2020                   | –                 | –               | 48%              | 48%               | –              |
| Montana State University Billings                                                       | 19-24 de octubre de 2020                | 546 (LV)          | ± 4.2%          | 47%              | 48%               | 5%             |
| Siena College/NYT Upshot                                                                | 18-20 de octubre de 2020                | 758 (LV)          | ± 4.4%          | 49%              | 46%               | 6%             |
| Strategies 360                                                                          | 15-20 de octubre de 2020                | 500 (LV)          | ± 4.4%          | 48%              | 47%               | 5%             |
| RMG Research Archivado el 20 de octubre de 2020 en Wayback Machine.                     | 15-18 de octubre de 2020                | 800 (LV)          | ± 3.5%          | 49%              | 47%               | 5%             |
| RMG Research Archivado el 20 de octubre de 2020 en Wayback Machine.                     | 15-18 de octubre de 2020                | 800 (LV)          | ± 3.5%          | 47%              | 48%               | 5%             |
| RMG Research Archivado el 20 de octubre de 2020 en Wayback Machine.                     | 15-18 de octubre de 2020                | 800 (LV)          | ± 3.5%          | 50%              | 45%               | 5%             |
| Public Policy Polling                                                                   | 9-10 de octubre de 2020                 | 798 (V)           | ± 3.5%          | 48%              | 48%               | 4%             |
| Emerson College                                                                         | 4-7 de octubre de 2020                  | 500 (LV)          | ± 3.7%          | 52%              | 43%               | 6%             |
| Data For Progress (D)                                                                   | 30 de septiembre - 5 de octubre de 2020 | 737 (LV)          | ± 3.6%          | 47%              | 48%               | 4%             |
| Montana State University Bozeman Archivado el 15 de octubre de 2020 en Wayback Machine. | 14 de septiembre - 2 de octubre de 2020 | 1,609 (LV)        | ± 3.9%          | 47%              | 49%               | 4%             |
| Siena College/NYT Upshot                                                                | 14-16 de septiembre de 2020             | 625 (LV)          | ± 4.8%          | 45%              | 44%               | 11%            |
| Fabrizio Ward/Hart Research Associates                                                  | 30 de agosto - 5 de septiembre de 2020  | 800 (LV)          | ± 3.5%          | 50%              | 47%               | 3%             |
| Emerson College                                                                         | 31 de julio - 2 de agosto de 2020       | 584 (LV)          | ± 4.0%          | 50%              | 44%               | 6%             |
| Spry Strategies (R)                                                                     | 11-16 de julio de 2020                  | 700 (LV)          | ± 3.7%          | 47%              | 44%               | 9%             |
| Civiqs/Daily Kos                                                                        | 11-13 de julio de 2020                  | 873 (LV)          | ± 4.2%          | 49%              | 47%               | 3%             |
| Public Policy Polling                                                                   | 9-10 de julio de 2020                   | 1,224 (LV)        | ± 2.8%          | 44%              | 46%               | 10%            |
| University of Montana                                                                   | 17-26 de junio de 2020                  | 517 (LV)          | ± 4.3%          | 43%              | 47%               | 10%            |
| Montana State University Bozeman                                                        | 10-27 de abril de 2020                  | 459 (LV)          | ± 4.6%          | 39%              | 46%               | 15%            |
| The Progress Campaign (D)                                                               | 14-21 de abril de 2020                  | 712 (LV)          | ± 4.6%          | 46%              | 49%               | 5%             |
| Public Policy Polling (D)                                                               | 12-13 de marzo de 2020                  | 903 (LV)          | ± 3.3%          | 47%              | 47%               | 6%             |

#### Encuestas hipotéticas con excandidatos
Las encuestas de la Universidad de Montana no tuvieron en cuenta ciertos supuestos retiros de candidatos de los principales partidos después de sus primarias en las siguientes encuestas.
Steve Daines contra Steve Bullock, Wilmot Collins, Mike Knoles, Cora Neumann y John Mues
| Fuente de la encuesta | Fecha(s) de realización  | Tamaño de muestra | Margen de error | Steve Daines (R) | Candidatos Demócratas | Otro Indecisos |
| --------------------- | ------------------------ | ----------------- | --------------- | ---------------- | --------------------- | -------------- |
| University of Montana | 12-22 de febrero de 2020 | 498 (LV)          | ± 4.4%          | 47%              | 53%                   | –              |

Steve Daines contra Jack Ballard, Wilmot Collins y John Mues
| Fuente de la encuesta | Fecha(s) de realización                 | Tamaño de muestra | Margen de error | Steve Daines (R) | Candidatos Demócratas | Otro Indecisos |
| --------------------- | --------------------------------------- | ----------------- | --------------- | ---------------- | --------------------- | -------------- |
| University of Montana | 26 de septiembre - 3 de octubre de 2019 | 303 (LV)          | ± 5.6%          | 63.8%            | 36.2%                 | –              |

### Resultados
| Elección al Senado de los Estados Unidos en Montana de 2020 | Elección al Senado de los Estados Unidos en Montana de 2020 | Elección al Senado de los Estados Unidos en Montana de 2020 | Elección al Senado de los Estados Unidos en Montana de 2020 | Elección al Senado de los Estados Unidos en Montana de 2020 | Elección al Senado de los Estados Unidos en Montana de 2020 |
| Partido                                                     | Partido                                                     | Candidato/a                                                 | Votos                                                       | %                                                           |                                                             |
| ----------------------------------------------------------- | ----------------------------------------------------------- | ----------------------------------------------------------- | ----------------------------------------------------------- | ----------------------------------------------------------- | ----------------------------------------------------------- |
|                                                             | Republicano                                                 | Steve Daines (titular)                                      | 333,174                                                     | 55.0%                                                       |                                                             |
|                                                             | Demócrata                                                   | Steve Bullock                                               | 272,463                                                     | 45.0%                                                       |                                                             |
| Total                                                       | Total                                                       | Total                                                       | 605,637                                                     | 100.0%                                                      |                                                             |
| Margen de victoria                                          | Margen de victoria                                          | Margen de victoria                                          | 60,711                                                      | 10.0%                                                       |                                                             |
|                                                             | Control Republicano                                         |                                                             |                                                             |                                                             |                                                             |